# ماتئوش پاوئوفسکی
ماتئوش پاوئوفسکی (لهستانی: Mateusz Pawłowski؛ زادهٔ ۳ ژوئن ۲۰۰۴) بازیگر اهل لهستان است. وی از سال ۲۰۱۱ میلادی تاکنون مشغول فعالیت بوده‌است.
از فیلم‌ها یا برنامه‌های تلویزیونی که وی در آن نقش داشته‌است می‌توان به یک خانواده لهستانی اشاره کرد.